# Binnenhof (Metro de Roterdão)
Binnenhof é uma das estações terminais da linha Caland do metro de Roterdão, nos Países Baixos.